# Konsulargesetz (Deutschland)
Das Gesetz über die Konsularbeamten, ihre Aufgaben und Befugnisse, kurz Konsulargesetz, regelt die Aufgaben und Befugnisse von deutschen Konsularbeamten im Ausland. Dazu gehören die Zusammenarbeit zwischen der Bundesrepublik Deutschland und dem Empfangsstaat, namentlich auf den  Gebieten außenwirtschaftlicher und entwicklungspolitischer Beziehungen, des Verkehrs, der Kultur und der Rechtspflege sowie Deutschen im Sinne des Art. 116 Abs. 1 GG und inländischen juristischen Personen nach pflichtgemäßem Ermessen Rat und Beistand zu gewähren (§ 1, § 27 KonsG).
Bei ihrer Amtstätigkeit haben die Konsularbeamten die Schranken zu berücksichtigen, die sich aus dem in ihrem Konsularbezirk geltenden Recht ergeben. Sie haben insbesondere das Wiener Übereinkommen über konsularische Beziehungen vom 24. April 1963 (WÜK) zu beachten (§ 4 KonsG).

## Inhalt
Das Gesetz ist in 5 Abschnitte gegliedert:
1. Allgemeine Vorschriften (die konsularischen Aufgaben im Allgemeinen und ihre Wahrnehmung)
2. Einzelne konsularische Aufgaben und Befugnisse
3. Die Berufskonsularbeamten
4. Die Honorarkonsularbeamten
5. Gebühren, Auslagen und Kostenerstattung. Für individuell zurechenbare Leistungen nach dem Konsulargesetz werden von den Auslandsvertretungen und den deutschen  Honorarkonsuln Gebühren nach der Besonderen Gebührenverordnung des Auswärtigen Amtes[5] erhoben, welche seit dem 1. Oktober 2021 gültig ist und das Auslandskostengesetz und die Auslandskostenverordnung ersetzt[6]. Die Besondere Gebührenverordnung des Auswärtigen Amtes wurde mit Unterstützung des Statistischen Bundesamtes erstellt und orientiert sich an den Vorgaben des Bundesgebührengesetzes[7].
6. Übergangs- und Schlussvorschriften